# 澤梅谷
澤 梅谷（さわ ばいこく、文久元年（1861年）9月5日 - 昭和3年（1928年）7月16日）は、三河国刈谷（現・愛知県刈谷市）出身の画家（南画）。名は理、字は黄中、通称は理喜三郎（りきさぶろう）、画号は梅谷。

## 経歴
文久元年（1861年）9月5日、三河国刈谷町（現・愛知県刈谷市）に生まれた。幕末の志士である松本奎堂の従甥にあたり、父は刈谷藩の大監察である澤健次郎俊盛である。特に漢学に秀でており、愛知県知多郡の小学校に勤務したほか、私塾で漢籍の素読を講じた。
やがて画道を志し、知多郡半田町の山本梅荘に師事して南画の指導を受け、明清の風景画を模写するなどした。三河土井家の第13代子爵である土井忠直の命によって、1887年（明治20年）頃には旧刈谷藩領の寺社仏閣や名所など約50枚の写生画を提出している。後に東京に出て、滝和亭に師事して花鳥の画法を学び、さらには動植物を写生した。
晩年まで創作を続け、1928年（昭和3年）7月16日に死去した。享年68。刈谷市の正覚寺に墓がある。

## 展覧会
1984年（昭和59年）2月から3月には刈谷市美術館で「郷土の南画家 澤梅谷遺作展」が開催された。